# Ивинг, Виктор Петрович
Ви́ктор Петро́вич Ивинг (настоящая фамилия Ивано́в) (7 ноября 1888, Петербург — 8 сентября 1952, Москва) — русский советский балетовед, театральный критик, педагог. Кандидат искусствоведения (1944).

## Биография
Окончил юридический факультет Московского университета.
В 1917—1926 выступал как артист балета на эстраде (театр "Теревсат"). С 1923 года начал публиковать критические статьи о балете в газетах "Правда", "Известия", "Советское искусство", в журналах "Театр и музыка", "Зрелища", "Рампа", "Жизнь искусства" и других.
В 1940—1941 и 1946—1952 годы преподавал в ГИТИСе, в 1943—1947 году — в Московском хореографическом училище.

### Семья
Жена — А. Н. Комнен, танцовщица, артистка Мамоновского театра миниатюр

## Сочинения

### Книги
- Ивинг В. П. А. И. Абрамова. — М.: Теа Кино Печать, 1928. — 30 с. — 3500 экз.
- Ивинг В. П. Викторина Кригер. — М.: Теа Кино Печать, 1928. — 30 с. — 5000 экз.

### Избранные статьи
- Ивинг В. Вечер Лукина // Театр и музыка : журнал. — М., 1923. — № 8.
- Ивинг В. Большой театр // Театр и музыка : журнал. — М., 1923. — № 11.
- Ивинг В. Балет. О Пифагоре, Чингиз-хане, звёздах и чемоданчиках // Театр и музыка : журнал. — М., 1923. — № 28.
- Ивинг В. Новые постановки Голейзовского // Известия : газета. — М., 1923. — № 3 августа.
- В.Й. Третья Испания // Театр и музыка : журнал. — М., 1923. — № 50.
- Ивинг В. Баядерка // Рампа : журнал. — М., 1923. — № 12.
- Ивинг В. Балет. Вечер Голейзовского // Рампа : журнал. — М., 1924. — № 7.
- Ивинг В. Карнавал // Правда : газета. — М., 1924. — № 10 мая.
- Вик. Карнавал // Известия : газета. — М., 1924. — № 11 мая.
- Ивинг В. Шехерезада // Правда : газета. — М., 1924. — № 21 декабря.
- Ивинг В. Лебединое озеро // Новая рампа : журнал. — М., 1924. — № 13.
- Вик. "Теолинда" и "Иосиф Прекрасный". (Экспериментальный театр) // Известия : газета. — М., 1925. — № 10 марта.
- Ивинг В. "Теолинда" и "Прекрасный Иосиф" // Жизнь искусства : журнал. — М., 1925. — № 11.
- Вик. Новый балет // Рабочий и театр : журнал. — М., 1925. — № 12.
- Ивинг В. "Теолинда" в Экспериментальном // Программы государственных академических театров : журнал. — М., 1925. — № 10.
- Ивинг В. "Эсмеральда" // Программы государственных академических театров : журнал. — М., 1926. — № 20.
- Ивинг В. "Эсмеральда" // Программы государственных академических театров : журнал. — М., 1926. — № 22.
- Ивинг В. Гельцер в "Эсмеральде" // Программы государственных академических театров : журнал. — М., 1927. — № 5.
- Ивинг В. В балете ("Петрушка", "Сильфида", "Испанское каприччио") // Программы государственных академических театров : журнал. — М., 1927. — № 6.
- Ивинг В. Театральные силуэты. М. П. Кандаурова // Современный театр : журнал. — М., 1927. — № 16.
- Ивинг В. Хореографический техникум им. А. В. Луначарского. Заметки о балете // Программы государственных академических театров : журнал. — М., 1927. — № 19.
- Ивинг В. Вечер К. Я. Голейзовского в Большом театре // Программы государственных академических театров : журнал. — М., 1927. — № 27.
- Вик. "Смерч" // Правда : газета. — М., 1927. — № 25 декабря.
- Ивинг В. "Красный мак". К первому выступлению В. Кригер // Современный театр : журнал. — М., 1928. — № 1.
- Ивинг В. В балете. К выступлению А. И. Абрамовой в "Красном маке" // Современный театр : журнал. — М., 1928. — № 12.
- Вик. "Красный мак" // Известия : газета. — М., 1927. — № 22 июня.
- Вик. "Красный мак" // Красная нива : газета. — М., 1927. — № 25 сентября.
- Ивинг В. Перелом в балете // Программы государственных академических театров : журнал. — М., 1927. — № 25.
- Ивинг В. Предисловие // Конек-горбунок. Балет в 5 действиях Пуни. — М.: Теа Кино Печать, 1929.
- Ивинг В. Предисловие // Баядерка: балет в четырёх актах. — М.: Теа Кино Печать, 1930. — 36 с.
- Ивинг В. Предисловие // Петрушка, балет: Музыка Игоря Стравинского. — М.: Теа Кино Печать, 1930. — 52 с. — 10 000 экз.
- Ивинг В. Предисловие // Раймонда. Балет в трёх актах. — М.: Теа Кино Печать, 1930. — 48 с.
- Ивинг В. Предисловие // Эсмеральда. — М.: Теа Кино Печать, 1930. — 48 с.
- Ивинг В. Путь театра // Новый мир : журнал. — М., 1936. — № 7.
- Ивинг В. Танцы Бурят-Монголии // Театр : журнал. — М., 1941. — № 5.
- Ивинг В. О русской школе классического танца // Театральный альманах. Сборник статей и материалов. — М.: ВТО, 1947. — Т. 6. — С. 256—283.
- Ивинг В., Комнен А. Е. В. Гельцер // Театральный альманах. Сборник статей и материалов. — М.: ВТО, 1948. — Т. 7. — С. 141—163.
- Ивинг В. О русской пляске // Русские пляски для детей. — М.: Издательство Академии педагогических наук РСФСР, 1953. — С. 4—15. — 160 с. — 15 000 экз.
- Ивинг В. Содержание постановочной работы по танцу со школьниками // Хореографическая работа со школьниками. — М.: Мин. Просвещения РСФСР, 1956. — Т. 1. — С. 39—52.
- Ивинг В. Узловое звено — образ в танце // Балет : журнал. — М., 1985. — № 2.